# Xã Brothersvalley, Quận Somerset, Pennsylvania
Xã Brothersvalley (tiếng Anh: Brothersvalley Township) là một xã thuộc quận Somerset, tiểu bang Pennsylvania, Hoa Kỳ. Năm 2010, dân số của xã này là 2.398 người.